# Malanea hirsuta
Malanea hirsuta är en måreväxtart som beskrevs av Paul Carpenter Standley. Malanea hirsuta ingår i släktet Malanea och familjen måreväxter. Inga underarter finns listade i Catalogue of Life.